# 죽득 황제
육덕 황제(베트남어: Dục Đức Đế / 育德帝, 1852년 2월 23일 ~ 1883년 10월 24일)는 응우옌 왕조의 제5대 황제(재위: 1883년)이다. 성명은 응우옌푹응쩐(베트남어: Nguyễn Phúc Ưng Chân / 阮福膺禛 완복응진)이다.

## 생애
서태왕(瑞太王) 응우옌푹홍이와 서태왕비(瑞太王妃) 레티응(黎氏應) 사이에서 둘째 아들로 태어났고, 본명은 응우옌푹응아이(베트남어: Nguyễn Phúc Ưng Ái / 阮福膺𩡤 완복응애)이다.
뜨득 22년 가을 9월(1869년 10월), 백부인 뜨득 황제가 자식이 없었기 때문에 그의 양자로 입양되었고, 응우옌푹응쩐으로 개명하였다. 황귀비(皇貴妃) 부티응에(武氏諧)가 양모가 되었다. 육덕당(育德堂)에 거주하게 되었으므로 사람들은 그를 지칭할 때 육덕당이란 말을 썼다.
뜨득 24년 4월 21일(1871년 5월 27일), 장청릉(長淸陵, 응우옌푹쭈)의 기일에 죽득이 홍고(紅袴)를 입고 조회에 나왔으므로 그 처벌로 봉록을 6개월 삭감하였고, 이전에 봉한 춘장공(春長公)의 작위를 없앴다.
뜨득 36년(1883년) 정월, 서국공(베트남어: Thụy Quốc Công / 瑞國公)에 봉해졌다.
죽득은 뜨득의 양자들 중 가장 나이가 많았다. 그런데 그가 프랑스에 대해 매우 친밀감을 표현하였으므로 뜨득은 그의 언행에 매우 불만을 품었고, 그를 황장자(皇長子)의 위에서 폐하고 대신 가장 어린 양자인 양선당을 태자로 세우고자 하였으나 자유태후(慈裕太后)가 반대하였다.
그해 6월, 뜨득이 중병으로 사망하게 되자 양선당의 나이가 너무 어렸으므로 부득이하게 죽득으로 하여금 황위를 계승하게 하였고, 쩐띠엔타인(陳踐誠), 응우옌반뜨엉, 똔텃투옛 3인에게 보정(輔政)을 명했다. 그러나 3일 뒤 응우옌반뜨엉과 똔텃투옛은 쩐띠엔타인이 뜨득의 유조를 낭독할 때 죽득을 질책하는 내용을 감추었다고 비난하였으며, 이를 근거로 죽득이 제위 계승에 부적합하다고 여겨 뜨득의 동생인 낭국공(朗國公) 응우옌푹홍젓을 대신 세웠다. 판딘풍은 강력히 반대하였으나 파직당했다. 이에 응우옌푹홍젓이 뒤를 이으니 그가 히엡호아 황제이다.
응우옌반뜨엉, 똔텃투옛은 조정의 명의를 빌려 죽득의 황자 신분을 폐하고 건서군왕(建瑞郡王) 방(房)의 공자(公子)로 되돌렸으며, 이름도 응우옌푹응아이로 되돌렸다. 이어 그를 태의원(太醫院)의 강당(講堂)에 유폐하였다. 그해 9월, 응우옌반뜨엉과 똔텃투옛은 최근 들어 위성아(衛城衙)의 수위가 엄하지 않고 진정군공(鎭定郡公) 응우옌푹미엔미에우의 아들 응우옌푹홍쭈옌(阮福洪甎)이 탈옥해 달아났다는 이유로 상서를 올려 죽득을 승천부(承天府)의 감옥으로 옮겨 유폐할 것을 요청하였고, 또한 죽득의 여러 자녀들도 각기 생모를 따라 외가로 돌려 보내 거주하게 할 것을 요청하였다. 이 건의들은 즉시 비준되었다. 응우옌반뜨엉은 몰래 감옥에 영을 내려 죽득에게 음식 공급을 끊도록 하였다. 9월 초엿샛날(10월 24일), 죽득은 결국 아사하였다. 죽득은 재위기간이 겨우 3일이었으므로 연호를 제정하지도 못했다. 후세에 그가 생전 거주한 후에 황성의 육덕당의 당호를 따서 그를 죽득 황제라고 부른다.
동카인 을유년(1885년) 10월, 동카인 황제가 그를 서원군왕(베트남어: Thụy Nguyên Quận Vương / 瑞原郡王)에 추봉하고 시호를 장공(베트남어: Trang Cung / 莊恭)이라고 하였다.
타인타이 2년(1890년), 죽득의 아들 타인타이 황제가 그를 공혜황제(베트남어: Cung Huệ Hoàng Đế / 恭惠皇帝)로 추존하였고, 황고묘(皇考廟)를 세웠다.
타인타이 4년 2월 초하루(1892년 2월 28일), 황고묘가 완공되자 추존례(追尊禮)를 거행하였다.
타인타이 13년(1901년) 2월 15일, 타인타이가 그의 묘호를 공종(베트남어: Cung Tông / 恭宗), 시호를 관인예철정명혜황제(베트남어: Khoan Nhân Duệ Triết Tĩnh Minh Huệ Hoàng Đế / 寬仁睿哲靜明惠皇帝)로 하였다. 또한 황고묘를 공종묘(恭宗廟)로 고쳤고, 뜨엉꽝사(祥光寺) 부근에 안릉(安陵)을 건조한 뒤 그의 유해를 안장하였다.

## 가족

### 아내
- 자명숙선유순혜황후(慈明淑善柔順惠皇后) 판티디에우(潘氏調, 1855년 9월 8일 ~ 1906년 12월 27일) - 타인타이가 즉위한 뒤 황태후로 높여졌고, 사후 황후로 추봉됨.
- 응우옌반티응에(阮文氏詣)

### 자녀
아들 11명과 딸 8명을 두었는데, 그중 아들 3명과 딸 3명만이 성년이 되었다. 죽득이 폐위된 뒤 응우옌반뜨엉과 똔텃투옛이 그의 황자 신분을 없애고 서태왕의 아들로 되돌렸고, 여러 아들의 이름 중 둘째 글자도 황제 계통의 산(山) 자부(字部)에서 서태왕방(瑞太王房)의 번(藩) 계통인 석(石) 자부로 고쳤다. 타인타이 원년(1889년), 죽득의 일곱째 아들인 타인타이 황제가 즉위하여 부친의 신분을 회복시키고 그를 황제로 추존함에 따라 아들들도 다시 산 자부의 이름으로 고쳤다.

#### 아들
| 순서 | 봉호            | 시호        | 성명                        | 생존기간                            | 생모           | 비고          |
| ---- | --------------- | ----------- | --------------------------- | ----------------------------------- | -------------- | ------------- |
| 1    |                 |             | 응우옌푹브우끄엉 (阮福寶岡) | 1871년 12월 22일 ~ 1876년 10월 7일  |                |               |
| 2    |                 |             | 응우옌푹브우티 (阮福寶峙)   | 1872년 9월 2일 ~ 1878년 10월 1일    |                |               |
| 3    |                 |             | 응우옌푹브우미 (阮福寶嵋)   | 1874년 11월 24일 ~ 1877년 9월 2일   |                |               |
| 4    |                 |             | 응우옌푹브우응아 (阮福寶峨) | 1875년 9월 8일 ~ 1876년 11월 14일   |                |               |
| 5    |                 |             | 응우옌푹브우응이 (阮福寶𡹠) | 1876년 11월 6일 ~ 1877년 4월 9일    |                |               |
| 6    |                 |             | 응우옌푹브우꼰 (阮福寶崑)   | 1877년 11월 22일 ~ 1880년 11월 21일 |                |               |
| 7    | 회택공 (懷澤公) |             | 응우옌푹브우런 (阮福寶嶙)   | 1879년 3월 14일 ~ 1954년 3월 20일   | 판티디에우     | 타인타이 황제 |
| 8    |                 |             | 응우옌푹브우토이 (阮福寶𡹐) | 1882년 2월 9일 ~ 1884년 12월 13일   |                |               |
| 9    | 선화왕 (宣化王) | 단공 (端恭) | 응우옌푹브우또안 (阮福寶巑) | 1882년 ~ 1941년 5월 8일             | 판티디에우     |               |
| 10   | 회은왕 (懷恩王) |             | 응우옌푹브우리엠 (阮福寶嵰) | 1884년 ~ 1940년 8월 5일             | 응우옌반티응에 |               |
| 11   | 미화공 (美化公) | 공숙 (恭肅) | 응우옌푹브우로이 (阮福寶𡾊) | 1885년 4월 19일 ~ 1902년 5월 20일   | 응우옌반티응에 | 양자 1명      |

#### 딸
| 순서 | 봉호                | 성명                          | 생존기간        | 비고                                                                                               |
| ---- | ------------------- | ----------------------------- | --------------- | -------------------------------------------------------------------------------------------------- |
| 1    | 미량공주 (美良公主) | 응우옌응옥똔뚜이 (阮玉巽隨)   | 1872년 ~ 1955년 | 연록군공(延祿郡公) 응우옌턴의 아들인 타인호아총독(淸化總督) 응우옌히(阮繥)와 혼인                  |
| 2    | 복림공주 (福林公主) | 응우옌응옥냔자 (阮玉閒家)     | ? ~ 1925년      | 수성군공(綏盛郡公) 쯔엉당꾸에(張登桂)의 손자이자 쯔엉꽝쭈(張光柱)의 아들인 쯔엉꽝쯔(張光楮)와 혼인 |
| 3    | -                   | 응우옌응옥니으떰 (阮玉如心)   | ? ~ ?           | 요절                                                                                               |
| 4    | -                   | 응우옌응옥티응이 (阮玉氏誼)   | ? ~ ?           | 요절                                                                                               |
| 5    | -                   | 응우옌응옥혹자 (阮玉學駕)     | ? ~ ?           | 요절                                                                                               |
| 6    | -                   | 응우옌응옥먼스 (阮玉愍事)     | ? ~ ?           | 요절                                                                                               |
| 7    | -                   | 응우옌응옥통리 (阮玉聰理)     | ? ~ ?           | 요절                                                                                               |
| 8    | 신풍공주 (新豐公主) | 응우옌응옥쩌우호안 (阮玉珠環) | 1883년 ~ ?      | 응우옌흐우도의 아들인 응우옌흐우컴(阮有廞)과 혼인                                                  |